# 比尔·马里斯
比尔·马里斯（英語：Bill Maris，1975年—）是一位美国企业家，曾担任GV公司（谷歌风投）的首席执行官。